# Clubiona grucollaris
Clubiona grucollaris es una especie de araña araneomorfa del género Clubiona, familia Clubionidae. Fue descrita científicamente por Yu, Zhang & Chen en 2017.
Habita en China.